# Lennart Illerstad

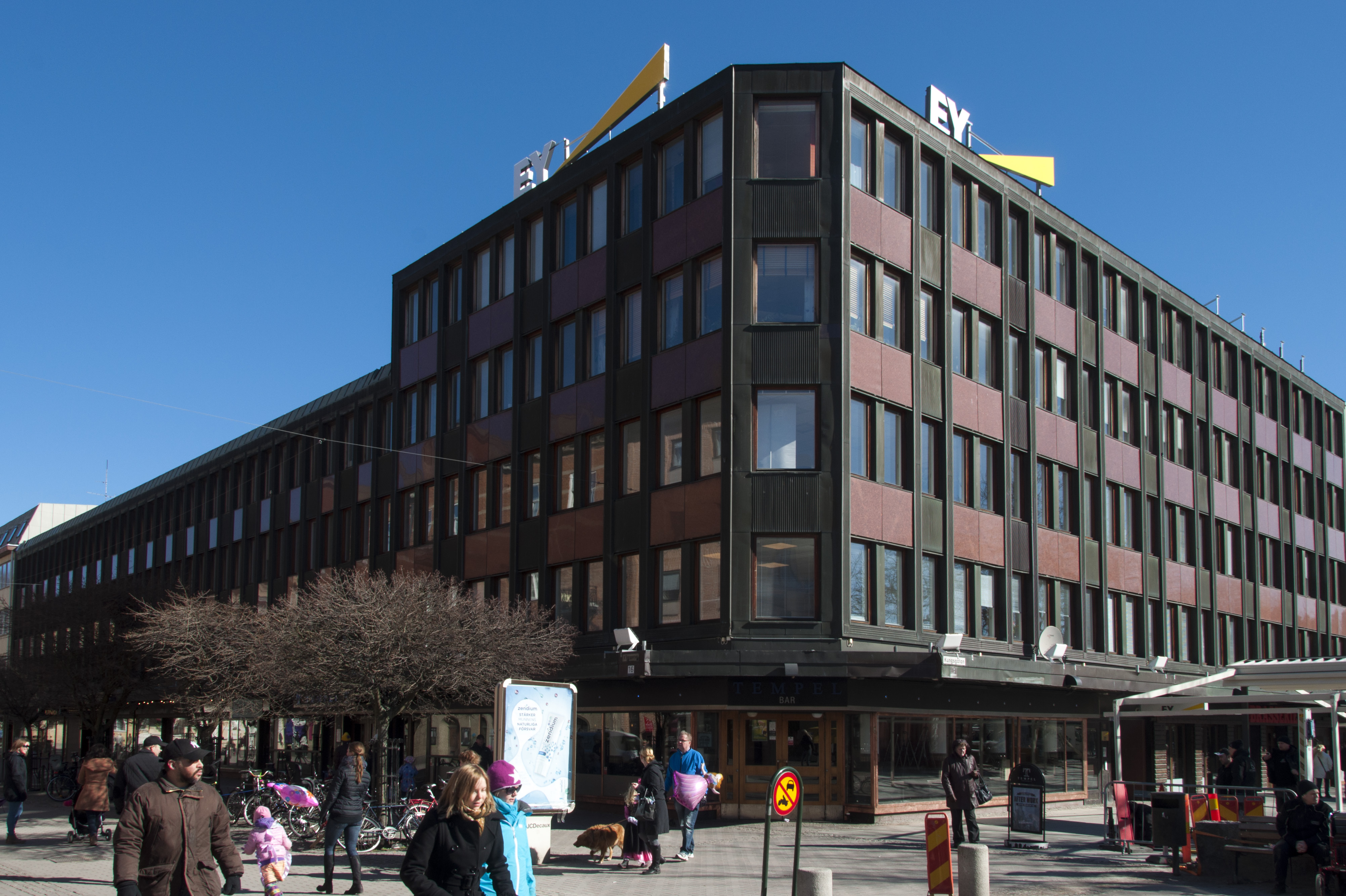
kv. Enheten 17, Karlstad

Harry Lennart Illerstad, född 10 oktober 1926 Stockholm, död 4 februari 2012 i Saltsjöbadens församling, var en svensk arkitekt.
Efter studentexamen 1945 följde studier på Kungliga tekniska högskolan till 1952. Han var anställd hos Tore Axén 1952, Höjer & Ljungqvist till 1955, Kjell Ödeen till 1957 och hos Svenska Riksbyggen från 1959.
I Karlstad ritade han bland annat enfamiljshuset Polisen 1 (1968) och kontorshuset Enheten 17 (1970).